# Zelena knjiga
Zelena knjiga (arapski: الكتاب الأخضر) naslov je literarnog uratka libijskog vođe Moamera al Gadafija.
Prvi put objavljena je 1975. godine. U njoj, Gadafi objašnjava svoju ideologiju. Sastoji se od tri dijela:
1. Rješenje problema demokracije:"Vlast naroda"
2. Rješenje ekonomskog problema: "Socijalizam"
3. Socijalna baza za treću univerzalnu politiku.

Prevedena je na više jezika.

## Vanjske poveznice
- (engl.) Integralni tekst  Arhivirana inačica izvorne stranice od 25. veljače 2011. (Wayback Machine) Zelene knjige
- (hrv.) Zelena knjiga by Muammar Gaddafi at goodreads